# 幹線
幹線是指交通網（鐵路網、道路網等）、通信網（如固網電信）、電力網當中，做為骨幹連接主要地點之間的路線，在這些網路中扮演重要角色。有時也會被稱為「本線」。

## 各地實例

### 日本

#### 鐵路

##### JR
國鐵末期1981年基於「日本國有鐵道經營再建促進特別措置法」（國鐵再建法）將國鐵路線分類為幹線和地方交通線，並適用不同的車費。因此，除大都市近郊等的一部分以外，全國所有的路線都使用同一個車費體系。此分類由JR繼承。一般的時刻表的索引地圖內，幹線以黑色粗線表示。另外，其路線名通常以「○○本線」命名，其餘多分類為地方交通線。
幹線、地方交通線的區分取決於1977－1979年度的平均輸送實績機械式決定線名。以幹線為基準，規定如下。
1. 在人口超過10萬人以上（1980年3月31日）的主要城市間聯絡，旅客營業距離超過30公里的鐵路線，且該路線在1977年至1979年這3年間，每日每公里平均輸送密度達4000人以上。35線（函館本線、千歲線、室蘭本線、東北本線、常磐線、奧羽本線、羽越本線、磐越西線、仙石線、仙山線、上越線、信越本線、高崎線、兩毛線、總武本線、內房線、東海道本線、南武線、武藏野線、橫濱線、相模線、御殿場線、中央本線、篠之井線、北陸本線、關西本線、阪和線、山陽本線、伯備線、山陰本線、予讚本線、高德本線、鹿兒島本線、長崎本線、日豐本線）
2. 與滿足上列條件1的鐵道線相連，且旅客營業里程超過30公里的鐵路線，且該路線每日每公里平均輸送密度達4000人以上。9線（根室本線、水戶線、湖西線、奈良線、紀勢本線、福知山線、吳線、土讚本線、佐世保線）
3. 旅客平均輸送密度達8000人以上。15線（赤羽線、五日市線、鶴見線、根岸線、橫須賀線、川越線、外房線、成田線、伊東線、草津線、大阪環狀線、櫻島線、片町線、篠栗線、筑肥線）
4. 在1977年至1979年這3年間，每日每公里平均貨物輸送密度達4000噸以上。7線（夕張線、白新線、山手線、青梅線、宇野線、宇部線、美禰線）

以上全數路線統稱「幹線系線區」。
轉移JR後開業的路線，則由JR基於利益預測和路線的管轄決定其為幹線或是地方交通線。
只在部分路段滿足以上條件都定義為幹線。因此，有可能出現幹線在路線中段出現區間線的情況。例如關西本線實質上分為名古屋－龜山、龜山－加茂、加茂－JR難波（舊：湊町）3段運行，當中龜山－加茂是非電氣化的單線閑散路段。此外，自1981年開始未曾修改，與現實狀況有變化而不符合標準的路線也有許多。例如美禰線因輸送石灰石等的貨物較多而指定為幹線，此後2013年度廢除貨物輸送卻依然屬於幹線。
另一方面，轉移到JR後，函館本線上砂川支線像幹線的铁路支线而廢除路線。幹線的本線部分有不少因為興建整備新幹線而廢線或者轉移至日本第三部門鐵道（詳細參見整備新幹線#並行在來線問題）。如此一來亦有因為新幹線的登場而導致幹線的地位下跌的事例。

##### 私鐵
這些公司當中最重要的路線多稱作「本線」，而熊本市交通局（熊本市電）則將熊本站前－水道町的路線稱為幹線。JR以外的鐵路當中多數幹線名稱都併入路線名。

#### 道路
- 高規格幹線道路
- 地域高規格道路
- 主要地方道
- 道路緊急致電（日语：道路緊急ダイヤル）
- 五街道

也有道路名帶有「幹線」如明姬幹線（現：國道250號）等。

#### 航空
日本的國內航空會將東京地區（都市編號TYO：東京國際機場（羽田）、成田國際機場）、大阪地區（都市編號OSA：大阪國際機場（伊丹）、關西國際機場）、札幌地區（都市編號SPK：新千歲機場）、福岡地區（都市編號FUK：福岡機場）、沖繩地區（都市編號OKA：那霸機場）稱作「幹線機場」，將連結不同幹線機場的路線稱作「幹線」。
幹線機場不包括位於東京地區（首都圈）的調布飛行場與茨城機場、位於大阪地區的神戶機場、位於札幌地區的丘珠機場、福岡機場與運費計算上視作同一機場的北九州機場與佐賀機場。
上述以外，為方便特別多的路線與各航空公司的基幹路線而稱作幹線。
- 2012年11月現在的幹線
  - 東京國際機場 - 大阪國際機場、關西國際機場、新千歲機場、福岡機場、那霸機場
  - 成田國際機場 - 大阪國際機場、關西國際機場、新千歲機場、福岡機場、那霸機場
  - 大阪國際機場 - 新千歲機場、福岡機場、那霸機場
  - 關西國際機場 - 新千歲機場、福岡機場、那霸機場
  - 新千歲機場 - 福岡機場、那霸機場
  - 福岡機場 - 那霸機場